# Gustav Wertheimer

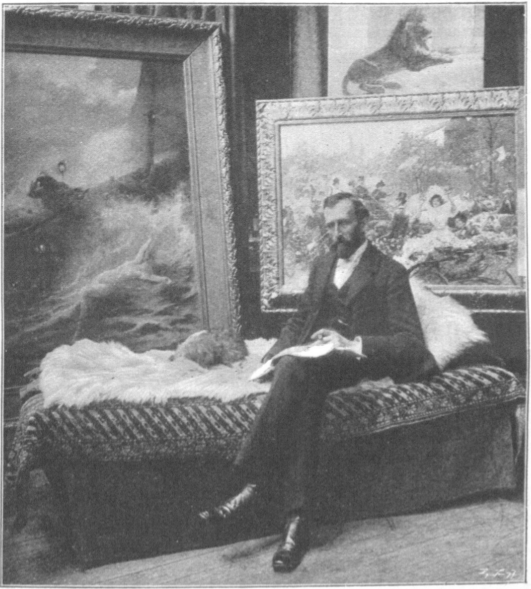
Gustav Wertheimer

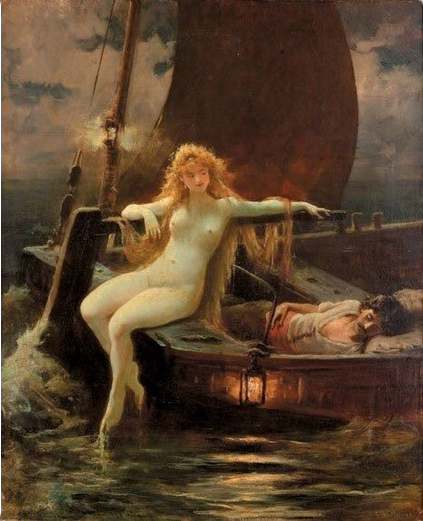
Der verzauberte Schläfer

Gustav Wertheimer (* 28. Januar 1847 in Wien; † 24. August 1902 in Paris) war ein österreichischer Genre- und Porträtmaler.

## Leben
Wertheimer begann sein Studium an der Akademie der bildenden Künste Wien bei Joseph von Führich. Seit dem 10. Mai 1870 studierte er in der technischen Malklasse der Königlichen Akademie der bildenden Künste in München bei Wilhelm von Diez. Nach dem Studium war er in München tätig. Auf der Wiener Weltausstellung 1873 präsentierte er erstmals ein größeres Werk: Nero während des Brandes in Rom. Dieses war zuvor im Wiener Kunstsalon vorgestellt worden. 1881 kam Wertheimer nach Paris, wo er 1902 im Hôpital Lariboisière an Schwindsucht starb.
In Paris erlebte Wertheimer seine größten Erfolge. Seine Teilnahme an den Kunstausstellungen in Amsterdam, London, New Orleans und Paris brachte ihm zahlreiche Medaillen und Preise. Er erhielt auch Ehrenauszeichnungen auf den Pariser Weltausstellungen 1889 sowie 1900.

„In Wien hat man in Kunstausstellungen nur verhältnismäßig wenige Werke des Meisters schauen können, da Wertheimer, wenn seine Bilder nicht schon von der Staffelei weg verkauft wurden, dieselben stets bei der ersten Exposition im Pariser Salon an den Mann brachte.“